# Tomoyuki Tanabe
Tomoyuki Tanabe (田邊朋之, Tanabe Tomoyuki) fou un metge i polític japonés. Va exercir com a 24é alcalde de Kyoto des de l'any 1989 fins al 1996.
Tomoyuki Tanabe va nàixer a Saijō (actual Shōbara) a la prefectura de Hiroshima un 12 de setembre de 1924. L'any 1937, amb 12 anys, es trasllada a Shijōnawate, a la prefectura d'Osaka. Poc després comença a estudiar i es gradua a la Universitat de Medicina de la Prefectura de Kyoto, entrant a treballar a la mateixa institució com a auxiliar al departament d'ortopèdia. Un poc més tard, l'any 1957, Tanabe obri la seua pròpia clinica a la ciutat de Kyoto. Ja establit a la ciutat, va ser des de 1966 vicepresident de l'associació de metges de la prefectura de Kyoto, assolint el càrrec de president l'any 1984.
L'any 1989, Tanabe es presentà com a candidat a les eleccions a l'alcaldia de Kyoto de 1989, les quals guanyà per un estret marge de 321 vots davant del candidat del Partit Comunista del Japó (PCJ), Manpei Kimura. Tanabe va exercir com a alcalde durant dues legislatures, acabant la segona de manera anticipada. Com a alcalde, durant el mandat de Tanabe se celebraren diversos actes per tal de commemorar els 1200 anys de Heian-kyō. També va promoure la política de desregulació i va permetre la construcció de gratacels com el de l'Hotel Kyōto i l'estació de Kyoto, que obriren una profunda controversia sobre el paisatgisme de la ciutat i el manteniment de la Kyoto històrica. Durant el seu mandat començaren les obres de la línia Tōzai del Metro de Kyoto. Fou substituït com a alcalde per en Yorikane Masumoto el 1996. Tomoyuki Tanabe va morir el 26 de desembre de 2002 per una insuficiència renal crònica a l'edat de 78 anys.

## Distincions
- Orde del Sol Naixent de tercera classe. (1996)[7]